# Jared Rhoden
Matthew Jared Rhoden (Baldwin, 27 de agosto de 1999) é um jogador norte-americano de basquete profissional que atualmente joga no Detroit Pistons da National Basketball Association (NBA) e no Motor City Cruise da G-League.
Ele jogou basquete universitário na Universidade Seton Hall.

## Carreira no ensino médio
Rhoden jogou basquete na Baldwin Senior High School em Baldwin, Nova York. Em seu terceiro ano, ele teve médias de 19,5 pontos e 6,7 rebotes. Ele levou sua equipe ao título da Long Island AA e foi nomeado o Jogador do Ano do Condado de Nassau. Ele foi reclassificado para a turma de 2018 e transferido para a Our Saviour Lutheran School no Bronx. Em seu último ano, Rhoden teve médias de 29,3 pontos, sete rebotes e três assistências e foi selecionado para a Primeira-Equipe de Nova York pela USA Today.
Ele se comprometeu a jogar basquete universitário pela Universidade Seton Hall e rejeitou as ofertas de Saint Louis, Wichita State e Penn State.

## Carreira universitária
Rhoden passou por uma cirurgia no ombro antes de sua temporada de calouro em Seton Hall. Como calouro, ele teve médias de 3,4 pontos e 2,6 rebotes. Em sua segunda temporada, ele teve médias de 9,1 pontos e 6,4 rebotes. Em 23 de dezembro de 2020, Rhoden registrou 26 pontos, 12 rebotes e quatro assistências na vitória por 78-67 contra Georgetown.
Em sua terceira temporada, ele teve médias de 14,9 pontos, 6,7 rebotes, 1,9 assistências e 1,2 roubos de bola. Rhoden foi nomeado para a Equipe do Torneio da Big East após ter médias de 20,5 pontos e 10,5 rebotes nos dois jogos do torneio. Em 22 de novembro de 2021, ele marcou 29 pontos, o recorde de sua carreira, na derrota por 79-76 para o Ohio State.

## Carreira profissional

### College Park Skyhawks (2022)
Em 3 de agosto de 2022, Rhoden assinou um contrato com o Portland Trail Blazers mas foi dispensado antes do início da temporada. Em 4 de novembro de 2022, Rhoden foi contratado pelo College Park Skyhawks da G-League.

### Detroit Pistons (2022–presente)
Em 26 de dezembro de 2022, Rhoden assinou um contrato bilateral com o Detroit Pistons e com o seu afiliado da G-League, o Motor City Cruise.
Em 2 de julho de 2023, Rhoden assinou outro contrato de duas vias com o Pistons e juntou-se a eles para a Summer League de 2023.

## Estatísticas da carreira

### NBA

#### Temporada regular
| Ano      | Equipe   | PJ | PT | MPJ  | AP   | 3P   | LL    | RT  | AS | BR | TO | PPJ |
| -------- | -------- | -- | -- | ---- | ---- | ---- | ----- | --- | -- | -- | -- | --- |
| 2022–23  | Detroit  | 14 | 0  | 14.1 | .386 | .250 | 1.000 | 2.6 | .3 | .3 | .1 | 3.2 |
| 2023–24  | Detroit  | 17 | 0  | 14.4 | .500 | .387 | .625  | 1.9 | .8 | .2 | .8 | 4.9 |
| Carreira | Carreira | 31 | 0  | 14.2 | .443 | .318 | .812  | 2.2 | .5 | .2 | .4 | 4.0 |

### Universitário
| Ano      | Equipe     | PJ  | PT | MPJ  | AP   | 3P   | LL   | RT  | AS  | BR  | TO | PPJ  |
| -------- | ---------- | --- | -- | ---- | ---- | ---- | ---- | --- | --- | --- | -- | ---- |
| 2018–19  | Seton Hall | 34  | 0  | 12.8 | .342 | .246 | .568 | 2.6 | .4  | .5  | .3 | 3.4  |
| 2019–20  | Seton Hall | 30  | 15 | 25.7 | .441 | .337 | .623 | 6.4 | 1.1 | 1.2 | .3 | 9.1  |
| 2020–21  | Seton Hall | 27  | 27 | 34.6 | .429 | .303 | .833 | 6.7 | 1.9 | 1.2 | .4 | 14.9 |
| 2021–22  | Seton Hall | 31  | 30 | 33.1 | .390 | .336 | .803 | 6.7 | 1.2 | 1.2 | .6 | 15.5 |
| Carreira | Carreira   | 122 | 72 | 26.5 | .400 | .305 | .706 | 5.6 | 1.1 | 1.0 | .4 | 10.7 |